# Alfred Noske
Alfred Noske (* 9. März 1894 in Guhrau, heute Góra; † 23. Januar 1957 in Treffendorf bei Stallwang) war ein deutscher Schriftsteller und Politiker der Wirtschaftlichen Aufbau-Vereinigung (WAV) und der CSU.

## Leben und Beruf
Alfred Noske besuchte eine Fachschule in Breslau und war danach zunächst als Drogist und Laborant tätig, unterbrochen durch den Kriegsdienst im Ersten Weltkrieg. Ab 1920 arbeitete er als kaufmännischer Angestellter in der Eisenindustrie. 1926 wechselte er in die Breslauer Stadtverwaltung, wo er Fürsorgesachbearbeiter war. Diese Stelle musste er 1939 aufgeben, als er im Zweiten Weltkrieg als Soldat eingezogen wurde.
Nach der Vertreibung aus Schlesien 1945 ließ er sich in Treffendorf nieder. Hauptberuflich arbeitete er als Flüchtlingsbetreuer im Landkreis Bogen, nebenher war er als Schriftsteller tätig.
Alfred Noske war verheiratet und Vater von elf Kindern. Drei von ihnen fielen 1945 im Zweiten Weltkrieg.

## Politik
Noske war Vorsitzender des Kreisverbandes der WAV in Bogen und gehörte auch dem Kreistag an. 1946 wurde er in den Bayerischen Landtag gewählt. Im Juni 1947 wurde er ins Direktorium der WAV berufen. Doch wenig später trat er aufgrund von Konflikten mit Alfred Loritz aus der Partei aus und in den Deutschen Block ein. Im September 1948 trat er auch dort aus und war lange Zeit fraktionsloser Abgeordneter. Kurz vor dem Ende der Wahlperiode im November 1950, mit dem Noske aus dem Landtag ausschied, schloss er sich der CSU an. Innerhalb der CSU gehörte er noch eine Zeitlang dem Landesvorstand an.